# 안데사우루스

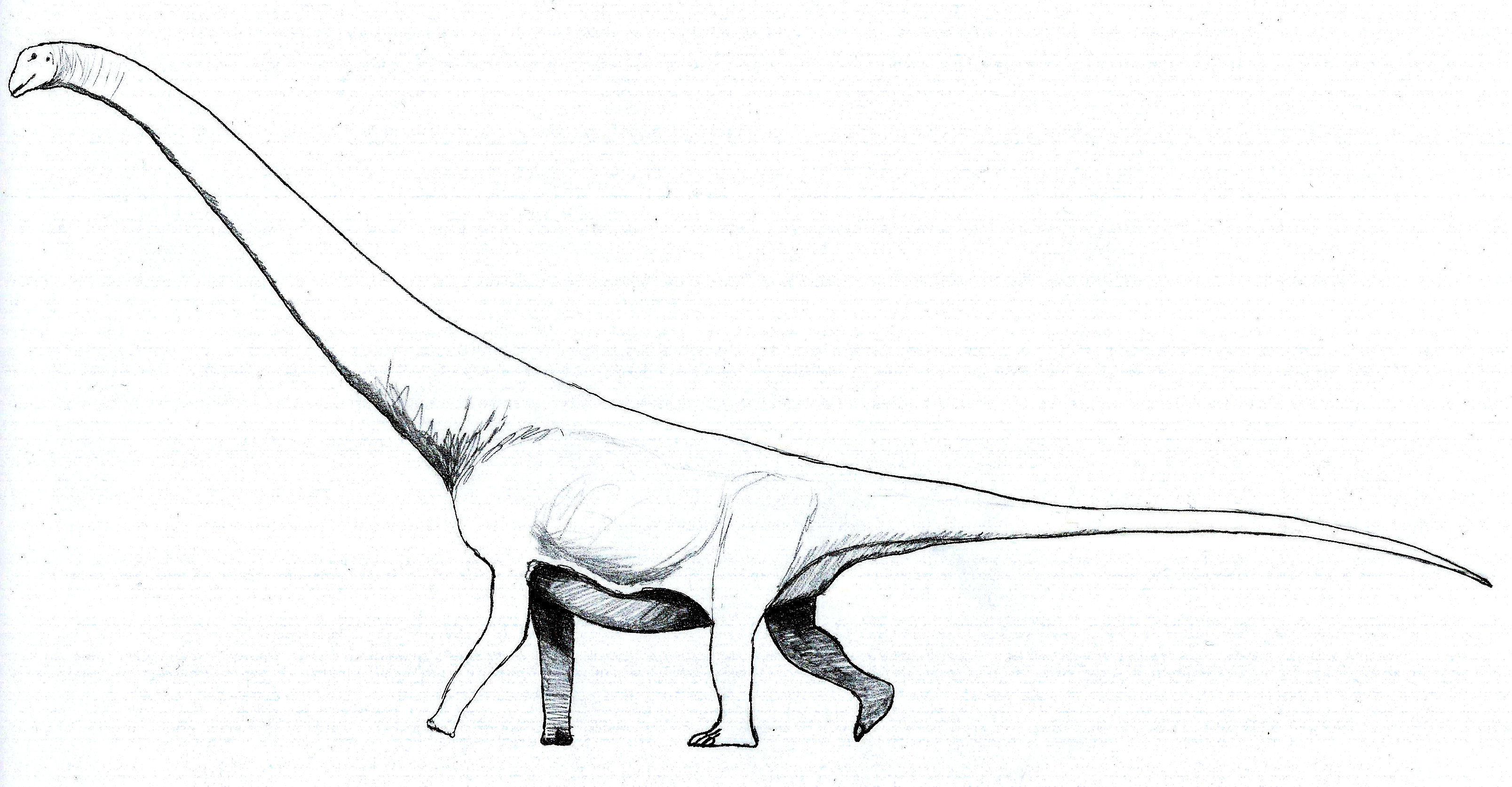

안데사우루스(Andesaurus)는 백악기 후기에 현재의 남아메리카 대륙에서 서식한 4족 보행을 하는 용각류에 속하는 초식 공룡으로, 용반목 - 티타노사우루스류에 속하는 공룡이다.
전체 몸길이는 약 15~18m, 체중은 15톤 정도 되었을 것으로 추정되며, 한때 안데사우루스는 몸길이 40m, 체중은 80톤 정도 되는 거대한 공룡으로 추정되기도 하였으나 이후 추가적인 연구 결과 몸길이 15~18m, 체중은 15톤으로 밝혀졌다. 천적은 기가노토사우루스였다.